# Football Club Hellas Verona 1921-1922
Questa pagina raccoglie i dati riguardanti il Football Club Hellas Verona nelle competizioni ufficiali della stagione 1921-1922.

## Rosa
| N. |                   | Ruolo | Calciatore          |
| -- | ----------------- | ----- | ------------------- |
| -  | Italia (bandiera) | P     | Riccardo Battistoni |
| -  | Italia (bandiera) | D     | Renato Bottacini    |
| -  | Italia (bandiera) | D     | Banterle            |
| -  | Italia (bandiera) | D     | Bertini             |
| -  | Italia (bandiera) | D     | Osvaldo Butturini   |
| -  | Italia (bandiera) | D     | Motta               |
| -  | Italia (bandiera) | C     | Guido Bosio         |
| -  | Italia (bandiera) | C     | Augusto Ferrais     |
| -  | Italia (bandiera) | C     | Lolla               |

| N. |                    | Ruolo | Calciatore              |
| -- | ------------------ | ----- | ----------------------- |
| -  | Italia (bandiera)  | C     | Minzon                  |
| -  | Italia (bandiera)  | C     | Petrini I               |
| -  | Italia (bandiera)  | C     | Tullio Zanardi          |
| -  | Italia (bandiera)  | A     | Luigi Bernardi          |
| -  | Italia (bandiera)  | A     | Egidio Chiecchi (II)    |
| -  | Italia (bandiera)  | A     | Giovanni Chiecchi (III) |
| -  | Italia (bandiera)  | A     | Livio Gemo              |
| -  | Brasile (bandiera) | A     | Arnaldo Porta           |
| -  | Italia (bandiera)  | A     | Almerigo Recchia        |

## Risultati

### Prima Divisione

#### Girone di andata
| Arbitro: | Venegoni (Legnano) |

|           |           |                         |
| Bottacini | Marcatori | Grabbi 75’ (rig.) Dusio |

| Arbitro: | Massa (Torino) |

|                             |           |                        |
| Florio 30’, 65’ Borello 50’ | Marcatori | 20’, 40’ Chiecchi (II) |

| Verona 16 ottobre 1921 3ª giornata | Verona           | 0 – 4 referto | Novara | Campo di Borgo Venezia\| Arbitro: \| Ortali (Bologna) \| |
| Arbitro:                           | Ortali (Bologna) |               |        |                                                          |

| Arbitro: | Venegoni (Legnano) |

|                                 |           |                  |
| Alberti 15’, 30’, 88’ Perin 75’ | Marcatori | 60’ Chiecchi III |

| Verona 30 ottobre 1921 5ª giornata                         | Verona    | 2 – 0 referto | Andrea Doria | Campo di Borgo Venezia |
| \| \| \| \| \| Gemo 18’ Chiecchi II 66’ \| Marcatori \| \| |           |               |              |                        |
|                                                            |           |               |              |                        |
| Gemo 18’ Chiecchi II 66’                                   | Marcatori |               |              |                        |

| Arbitro: | Canepa (Genova) |

|   |           |                      |
| ? | Marcatori | 52’, 70’ Chiecchi II |

| Verona 13 novembre 1921 7ª giornata                                | Verona    | 2 – 1 referto | US Milanese | Campo di Borgo Venezia |
| \| \| \| \| \| Porta Bernardi[3] \| Marcatori \| Pasqualetto[4] \| |           |               |             |                        |
|                                                                    |           |               |             |                        |
| Porta Bernardi                                                     | Marcatori | Pasqualetto   |             |                        |

| Arbitro: | Guiot (Milano) |

|                                        |           |  |
| Scotti 11’ (aut.) Gemo 75’ Ferrais 84’ | Marcatori |  |

| Arbitro: | Canestrini (Novara) |

|               |           |              |
| Gemò 35’, 84’ | Marcatori | 63’ Papa III |

| Vicenza 4 dicembre 1921 10ª giornata      | Vicenza   | 0 – 1   | Verona | Campo di Borgo San Felice |
| \| \| \| \| \| \| Marcatori \| Ferrais \| |           |         |        |                           |
|                                           |           |         |        |                           |
|                                           | Marcatori | Ferrais |        |                           |

| Mantova 11 dicembre 1921 11ª giornata | Mantova | 3 – 0 | Verona | Campo Ippodromo Te |

#### Girone di ritorno
| Arbitro: | Sanguineti (Genova) |

|                        |           |  |
| Giriodi 46’ Grabbi 61’ | Marcatori |  |

| Arbitro: | Rangone (Alessandria) |

|  |           |                  |
|  | Marcatori | 10’ (aut.) Motta |

| Arbitro: | Venegoni (Legnano) |

|  |           |                              |
|  | Marcatori | 12’ (aut.) Motta 75’ Alberti |

| Genova 12 febbraio 1922 15ª giornata               | Andrea Doria | 5 – 2            | Verona | Campo sportivo della Cajenna |
| \| \| \| \| \| \| Marcatori \| ?’, ?’ Butturini \| |              |                  |        |                              |
|                                                    |              |                  |        |                              |
|                                                    | Marcatori    | ?’, ?’ Butturini |        |                              |

| Verona 19 febbraio 1922 16ª giornata                       | Verona    | 3 – 2 | Spezia | Campo di Borgo Venezia |
| \| \| \| \| \| Chiecchi II ?’, ?’ Porta \| Marcatori \| \| |           |       |        |                        |
|                                                            |           |       |        |                        |
| Chiecchi II ?’, ?’ Porta                                   | Marcatori |       |        |                        |

| Milano 26 febbraio 1922 17ª giornata | US Milanese | 0 – 0 | Verona | Campo di viale Lombardia |

| Arbitro: | Majani (Torino) |

|             |           |  |
| Merlini 23’ | Marcatori |  |

| Arbitro: | Guarnieri (Milano) |

|  |           |                |
|  | Marcatori | 5’ Chiecchi II |

| Verona 19 marzo 1922 20ª giornata                          | Verona    | 3 – 1 | Vicenza | Campo di Borgo Venezia |
| \| \| \| \| \| Chiecchi II ?’, ?’ Porta \| Marcatori \| \| |           |       |         |                        |
|                                                            |           |       |         |                        |
| Chiecchi II ?’, ?’ Porta                                   | Marcatori |       |         |                        |

| Verona 26 marzo 1922 21ª giornata                 | Verona    | 2 – 1 | Mantova | Campo di Borgo Venezia |
| \| \| \| \| \| Porta Butturini \| Marcatori \| \| |           |       |         |                        |
|                                                   |           |       |         |                        |
| Porta Butturini                                   | Marcatori |       |         |                        |

| Arbitro: | Brunetti (Torino) |

|                                    |           |                            |
| Munerati 35’ Meneghetti 63’ (rig.) | Marcatori | 30’ Porta 41’ Chiecchi III |

## Statistiche

### Statistiche dei giocatori
| Giocatore         | Prima Categoria | Prima Categoria |
| Giocatore         | Presenze        | Reti            |
| ----------------- | --------------- | --------------- |
| Banterle          | 4               | 0               |
| R. Battistoni     | 22              | -36             |
| L. Bernardi (II)  | 19              | 1               |
| Bertini           | 1               | 0               |
| G. Bosio          | 22              | 0               |
| R. Bottacini      | 22              | 1               |
| O. Butturini      | 22              | 3               |
| E. Chiecchi (II)  | 20              | 8               |
| G. Chiecchi (III) | 8               | 1               |
| A. Ferrais        | 12              | 2               |
| L. Gemo           | 22              | 6               |
| Lolla             | 2               | 1               |
| Minzon            | 5               | 0               |
| Motta             | 15              | 0               |
| Petrini I         | 2               | 0               |
| A. Porta          | 22              | 5               |
| A. Recchia        | 1               | 0               |
| T. Zanardi        | 21              | 0               |